# NGC 2731
NGC 2731 est une galaxie spirale située dans la constellation du Cancer. NGC 2731 a été découverte par l'astronome allemand Albert Marth en 1864.

## Caractéristiques
Sa vitesse par rapport au fond diffus cosmologique est de 2 889 ± 21 km/s, ce qui correspond à une distance de Hubble de 42,6 ± 3,0 Mpc (∼139 millions d'al).
À ce jour, sept mesures non basées sur le décalage vers le rouge (redshift) donnent une distance de 31,029 ± 9,423 Mpc (∼101 millions d'al), ce qui est à l'extérieur des valeurs de la distance de Hubble. Notons que c'est avec la valeur moyenne des mesures indépendantes, lorsqu'elles existent, que la base de données NASA/IPAC calcule le diamètre d'une galaxie et qu'en conséquence le diamètre de NGC 2731 pourrait être d'environ 17,1 kpc (∼55 800 al) si on utilisait la distance de Hubble pour le calculer.
NGC 2731 présente une large raie HI.